# Antonio Lubin

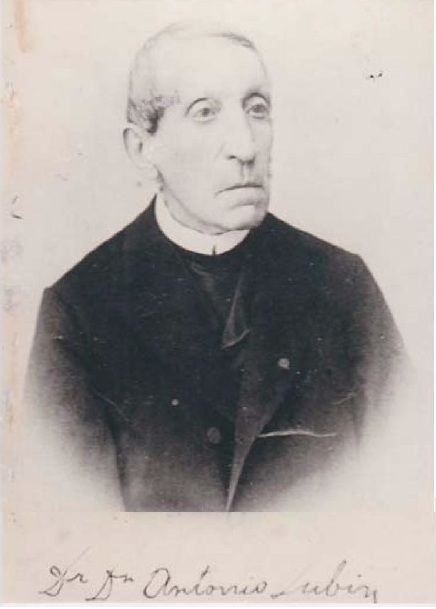
Antonio Lubin

Antonio Lubin (in croato il nome viene anche tradotto in Ante Lubin) (Traù, 22 ottobre 1809 – Traù, 21 luglio 1900) è stato un letterato italiano della Dalmazia, dantista.

## Biografia
Nato da una famiglia attestata da secoli a Traù ma di modeste sostanze, il padre - Renzo - era fabbro, mentre la madre - Domenica Koščina - era di madrelingua croata. Iniziati gli studi nel collegio di San Lazzaro nell'isola di Bua (dirimpetto a Traù), si trasferì poi nel celebre seminario di Spalato, terminando infine il liceo a Zara nel 1829. Iniziò allora il percorso per diventare sacerdote, ma dovette sospenderlo a causa della salute malferma. Da seminarista iniziò ad insegnare nella scuola elementare di Traù, poi si trasferì a Padova, dove presso la locale Università si laureò in filosofia nel 1838.
Tornato in Dalmazia si consacrò sacerdote, e dopo un breve servizio ecclesiastico si dedicò completamente agli studi e all'insegnamento. Precettore della famiglia dei conti Gozze a Ragusa (Dubrovnik), fra il 1842 e il 1844 fu professore di grammatica e di filosofia teoretica e pratica al ginnasio di Zara. Dal 1844 al 1846 insegnò umanità al ginnasio di Spalato, poi - dal 1846 al 1854 - tornò a Zara ad insegnare la stessa materia. Fra il 1854 e il 1856 fu al liceo-convitto Santa Caterina di Venezia.
Il 21 gennaio 1857 fu chiamato ad insegnare lingua e letteratura italiana all'università di Graz, dove rimase fino al collocamento a riposo nel 1875.
Visse ancora a lungo dedicandosi agli amati studi danteschi fino alla sua morte, avvenuta all'età di novant'anni a Traù, sua città natale.

## Il dantista
Antonio Lubin fu assieme al Tommaseo il più importante dantista della Dalmazia, nonché uno dei più noti del suo tempo.
Non si limitò a commentare il poeta fiorentino nei suoi corsi universitari e a pubblicare una lunga serie di saggi e studi in italiano e in tedesco, ma volendo far conoscere Dante al popolo, a scopo divulgativo lo voltò in prosa, corredando la versione con numerose note esplicative di facile comprensione.
Il suo commento alla Divina commedia fu il vertice della sua opera, ma le polemiche da esso provocate lo spinsero a pubblicare uno studio successivo: quel Dante spiegato con Dante e polemiche dantesche (Trieste, 1884), che riscosse un notevole successo.

## La visione politica
Gli anni di Lubin furono caratterizzati da una fortissima polemica in Dalmazia, fra i Nazionali - che volevano l'unione della regione col Regno di Croazia e Slavonia all'interno dell'Impero austro-ungarico - e gli Autonomisti, che ritenevano i dalmati un popolo italo-slavo, rifiutando di considerarsi croati.
La polemica si combatté anche a colpi di libelli: significativamente l'ultima opera di Lubin fu uno studio pubblicato a Trieste nel 1898 in italiano e in tedesco, dal titolo Contro l'annessione della Dalmazia alla Croazia incidentemente contro la slavizzazione delle province tedesche e italiane dell'Austria.

## Opere principali
- La Matelda di Dante Allighieri, Graz 1860
- Intorno all'epoca della Vita Nuova di Dante Allighieri, Graz 1862
- Allegoria morale, ecclesiastica, politica nelle due prime cantiche della Divina Commedia, Graz 1864
- Le Memorie sulla Dalmazia di Valentino Lago, Venezia 1872
- La Commedia di Dante Allighieri preceduta dalla vita e da studi preparatori illustrativi, esposta e commentata da Antonio Lubin, Padova 1881
- Dante spiegato con Dante e polemiche dantesche, Trieste 1884 (l'opera è stata ripubblicata nel 2009)